# Стригины-Оболенские
Стригины-Оболенские — угасший русский княжеский род, Рюриковичи, одна из множественных ветвей князей Оболенских. Род внесён в Бархатную книгу.
Происходят от князя Ивана Васильевича имевшего прозвание Стрига († 1470, XVIII колено от Рюрика), сына Василия Ивановича Оболенского-Косого, выдающегося воеводы при Василии Тёмном. Род  насчитывал всего десять представителей мужского пола. 

## Известные представители
| №                              | Имя, Отчество              | № отца | Примечания                                                                                     |
| ------------------------------ | -------------------------- | ------ | ---------------------------------------------------------------------------------------------- |
| 1                              | Иван Васильевич            |        | Родоначальник                                                                                  |
| 2                              | Василий Иванович Большой   | 1      | Тверской епископ под именем Вассиан                                                            |
| 3                              | Иван Иванович Слых         | 1      |                                                                                                |
| 4                              | Фёдор Иванович Гузей       | 1      |                                                                                                |
| 5                              | Иван Иванович Щетина       | 1      |                                                                                                |
| 6                              | Василий Иванович Шиха      | 1      |                                                                                                |
| 7                              | Александр Иванович         | 1      |                                                                                                |
| 8                              | Роман Иванович             | 5      | Умер молодым                                                                                   |
| 9                              | Пётр Александрович         | 7      |                                                                                                |
| 10                             | Иван Александрович Пуговка | 7      | Наместник в Рыльске (1553), воевода в Васильгороде (1554), последний представитель рода.       |
| Не вошёл в родословную роспись |                            |        |                                                                                                |
|                                | Андрей Иванович Стригин    |        | Воевода в Мценске (1567), наместник в Почепе, воевода в разных городах, воевода в Туле (1570). |

Не путать с княжеским родом Стригиных, ветвью князей Ряполовских, которые так же являются Рюриковичами, как и Оболенские. Разделение родов условное, связанное с земельными владениями.